# Las largas vacaciones del 36
Las largas vacaciones del 36 es una película española de 1976 dirigida por Jaime Camino. Se trata de la primera incursión cinematográfica en la guerra civil española desde una óptica no propagandística, en la que intervino activamente la censura, que incluso llegó a eliminar una escena donde entraban las tropas moras en Barcelona.

## Argumento
Durante el verano de 1936 la sublevación militar y la posterior guerra civil sorprenden a muchas familias de la burguesía catalana en plenas vacaciones. Muchas de ellas deciden permanecer en sus lugares de veraneo hasta que termine el conflicto. Mientras, intentan organizar su vida y la de los niños, que vivirán un largo e inesperado estío. Entre los adultos, hay quien viaja cada día a la ciudad para mantener su trabajo y quienes permanecen escondidos debido a su ideología.

## Premios
- Premio de la Crítica en el Festival Internacional de Cine de Berlín